# Martin Dostál
Martin Dostál (* 23. září 1989, Praha) je český profesionální fotbalista, hrající na pozici pravého obránce; od června 2016 působí v Bohemians Praha 1905.

## Klubová kariéra
Ve Slavii působil již od svých sedmi let a prošel několika mládežnickými celky a dokonce zkoušel štěstí v divizním týmu SK Union Čelákovice, než si jej do A-týmu pozval trenér Michal Petrouš, který tento tým dříve trénoval. Pod jeho vedením absolvoval celou zimní přípravu v zimě 2010/11, a to naprostou většinu v základní sestavě přípravných duelů. Premiéru v 1. lize si odbyl 25. února 2011 proti Zbrojovce Brno (1:1). 15. září 2015 byl uvolněn na půlroční hostování s opcí do týmu FC Baník Ostrava.